# Tajchi
Tajchi ist eine Streusiedlung im Departamento Chuquisaca im südamerikanischen Andenstaat Bolivien.

## Lage im Nahraum
Tajchi liegt in der Provinz Oropeza und ist der sechstgrößte Ort des Cantón Quila Quila im Municipio Sucre. Die Ortschaft liegt auf einer Höhe von 2933 m am linken, nördlichen Ufer des Río Pilcomayo. Zur Ortschaft gehört die Erziehungseinrichtung „Unidad Educativa Tajchi“.

## Geographie
Tajchi liegt östlich des bolivianischen Altiplano am Westrand der Cordillera Central. Das Klima ist ein gemäßigtes Höhenklima und ein typisches Tageszeitenklima, bei dem die mittlere Temperaturschwankung im Tagesverlauf stärker ausfällt als im Jahresverlauf.
Die Jahresdurchschnittstemperatur in der Region liegt bei etwa 16 °C (siehe Klimadiagramm Sucre), die Monatsdurchschnittswerte schwanken zwischen 14 °C im Juni/Juli und 17 °C im Oktober/November. Der Jahresniederschlag beträgt etwa 700 mm und weist fünf aride Monate von Mai bis September mit Monatswerten unter 25 mm auf, und eine deutliche Feuchtezeit von Dezember bis Februar mit Monatsniederschlägen zwischen 125 und 150 mm.

## Verkehrsnetz
Tajchi liegt in einer Entfernung von 50 Straßenkilometern südwestlich von Sucre, der Hauptstadt des Departamentos.
Durch Sucre führt die 976 Kilometer lange Nationalstraße Ruta 6, die vom bolivianischen Tiefland an der Grenze zu Paraguay im Osten über Padilla nach Sucre und weiter nach Oruro im Hochland führt. Von Sucre aus führt in westliche Richtung eine unbefestigte Landstraße, die weiter nach Südwesten bis nach Quila Quila führt. Die Straße führt weiter entlang des Río Purunquilla zur Ortschaft Purun Quila, und dann in Serpentinen zum Tal der Quebrada Chaquimayu bis zu deren Mündung in den Río Pilcomayo. Man folgt nicht der Straße, um den Fluss zu überqueren, sondern überquert auf einer unbefestigten Piste die Quebrada Chaquimayu und erreicht zwei Kilometer den Pilcomayo aufwärts die Ortschaft Tajchi.

## Bevölkerung
Die Einwohnerzahl der Ortschaft war in den vergangenen beiden Jahrzehnten deutlichen Schwankungen unterworfen:
| Jahr | Einwohner | Quelle       |
| ---- | --------- | ------------ |
| 1992 | 285       | Volkszählung |
| 2001 | 492       | Volkszählung |
| 2012 | 191       | Volkszählung |
| 2024 |           | Volkszählung |

Die Region weist einen hohen Anteil an Quechua-Bevölkerung auf, im Municipio Sucre sprechen 61,6 Prozent der Bevölkerung die Quechua-Sprache.